# 高橋征利
高橋 征利 (たかはし まさとし、1948年5月27日 - ) は日本の実業家。岐阜信用金庫会長、信金中央金庫理事(非常勤)、岐阜放送取締役。岐阜県出身。2015年秋に黄綬褒章を受章。

## 略歴
- 1971年3月 高崎経済大学経済学部卒業
- 1971年4月 岐阜信用金庫入庫。
- 2000年 同、業務部長
- 2002年 同、理事
- 2004年 同、常務理事
- 2007年 同、専務理事
- 2009年11月10日 同、理事長就任[2]
- 2013年6月21日 信金中央金庫理事就任[3]
- 2013年12月9日 岐阜放送取締役就任[4]
- 2016年6月15日 岐阜信用金庫会長(代表理事)就任[5]
- 2016年6月24日 信金中央金庫理事(監事)就任